# Tom Clancy’s Ghost Recon Advanced Warfighter
Tom Clancy’s Ghost Recon Advanced Warfighter — компьютерная игра в жанре action, разработанная компаниями Red Storm Entertainment, Ubisoft Paris, Ubisoft Shanghai и GRIN для нескольких платформ и изданная компанией Ubisoft Entertainment в период с марта по май 2006 года.

## Сюжет
2013 год, отряд «Призраков» участвует в специальной операции с целью захвата нескольких мексиканских военных, обвинённых в незаконной продаже оружия боевикам в Колумбию…
Тем временем в городе проходит саммит, на котором лидеры США, Канады и Мексики намерены подписать «Соглашение о совместном обеспечении безопасности в Северной Америке». Соглашение значительно расширяет возможности стран по контролю над нелегальной миграцией, борьбе с терроризмом, наркотрафиком и оборотом оружия. Но во время подписания договора, под прицелами десятков телекамер, участники встречи подверглись нападению со стороны мексиканских солдат. Премьер-министр Канады был убит. Власть в Мехико постепенно переходит в руки вооружённых повстанцев.
«Призраки» получают команду вместе с агентами «Секретной Службы» обеспечить безопасность президента США. Пока взятый под охрану кортеж движется к аэропорту, спецназ берёт под охрану также президента Мексики. Последний, понимая, что мексиканское правительство не способно преодолеть кризис, обращается к Штатам с просьбой о помощи. Американская армия готовится к операции по восстановлению мира и порядка в соседней стране. Отряд «Призраков» снова идёт в первых рядах. У них особое задание — ведь президент США так и не добрался в тот раскалённый день до спасительного аэропорта…

## Версии
Версии для PC, PS2, Xbox и Xbox 360 представляют собой три разных игры, разработанные разными студиями, которые объединяет только общий сюжет.

## Критика
| Сводный рейтинг | Сводный рейтинг | Сводный рейтинг | Сводный рейтинг |
| Издание         | Оценка          | Оценка          | Оценка          |
| Издание         | PC              | Xbox            | Xbox 360        |
| --------------- | --------------- | --------------- | --------------- |
| GameRankings    | 80,07 %         | 64,57 %         | 90,47 %         |

Tom Clancy's Ghost Recon Advanced Warfighter получила премию BAFTA в области игр 2006 года в номинациях «Technical Achievement sponsored by Skillset» и «Game sponsored by PC World».